# Ръжавец
Ръжавец или Ръждавец е село в Западна България. То се намира в община Брезник, област Перник.

## География
Село Ръжавец се намира в планински район.

## Забележителности
От 2023г. селото разполага със свое читалище, където се провеждат различни културни събития.